# Cryptosporella platanigera
Cryptosporella platanigera är en svampart som först beskrevs av Berk. & Broome, och fick sitt nu gällande namn av Pier Andrea Saccardo 1882. Cryptosporella platanigera ingår i släktet Cryptosporella och familjen Gnomoniaceae.   Inga underarter finns listade i Catalogue of Life.